# Robert G. Eccles

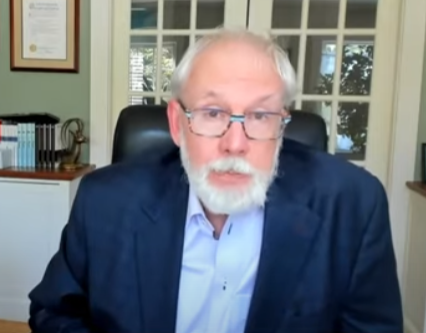

Robert G. Eccles (* 1951) ist ein US-amerikanischer Wirtschaftswissenschaftler und Professor of Management Practice an der Harvard Business School. Er gilt als Kapazität in der Theorie und Praxis des unternehmerischen Reportings, insbesondere der integrierten Berichterstattung.

## Werdegang
Eccles erlangte 1973 einen Bachelor Degree (S. B.) in Mathematik und Humanities am Massachusetts Institute of Technology, seinen Master (A. M., 1975) sowie seinen Doktortitel (Ph.D., 1979) in Soziologie von der Harvard University. Er begann in Harvard zu lehren und wurde 1989 mit einer vollen Professur betraut. 1993 verließ Eccles die Universität und arbeitete in der Industrie. 2007 kehrte er nach Harvard zurück und übernahm erneut ein Lehramt.

## Forschung
Unmittelbar nach Erlangen der Professur unternahm Eccles Forschungen mit dem Kernthema des betrieblichen Reportings. Diesem Thema blieb er aus verschiedenen Perspektiven, beispielsweise Forschung, Management-Praxis und aus Sicht der öffentlichen Hand weiterhin verbunden. Mehrere Bücher zu diesem Thema stammen aus seiner Feder. Nach Eccles Ansatz integriert er verschiedene Reportingstränge, beispielsweise Umwelt-, soziale und regulatorische (finanzielle) Reportingaufträge in einen integrierten Report.

## Ehrungen
Eccles mit Michael P. Krzus geschriebenes Buch One Report wurde 2010 mit dem American Publishers Award for Professional and Scholarly Excellence (PROSE-Award) in der Kategorie Business, Finance & Management ausgezeichnet.

## Bibliographie

### Bücher
- 1985, The Transfer Pricing Problem: A Theory for Practice Lexington Books
- 1988, Doing Deals: Investment Banks at Work (mit Dwight B. Crane); Harvard Business School Press
- 2001, The ValueReporting Revolution: Moving Beyond the Earnings Game (mit Robert H. Herz, E. Mary Keegan und David M. H. Phillips)
- 2002, Building Public Trust: The Future of Corporate Reporting (mit Samuel A. DiPiazza Jr.)
- 2010, One Report: Integrated Reporting for a Sustainable Strategy (mit Michael P. Krzus)

### Kapitel
- 1986, Firm and Market Interfaces of Profit Center Control (mit Harrison C. White), in Siegwart Lindenbert, James S. Coleman und Stefan Nowak; Approaches to Social Theory

### Artikel
- 1988, Price and Authority in Inter-Profit Center Transactions (mit Harrison C. White), American Journal of Sociology 94 (Supplement): Seite 17 – 51
- Robert G. Eccles, Ioannis Ioannou und George Serafeim, 2014. The Impact of Corporate Sustainability on Organizational Processes and Performance, in Management Science, vol 60(11), Seite 2835–2857.